# Déséquilibre fiscal
Pour les articles homonymes, voir Déséquilibre.
Le déséquilibre fiscal est un déséquilibre dans les revenus qu'un gouvernement peut percevoir et ses dépenses.
Dans la doctrine sur le fédéralisme fiscal, deux types de déséquilibre sont distingués : le déséquilibre fiscal vertical et le déséquilibre fiscal horizontal. Quand le déséquilibre est mesuré entre deux niveaux de gouvernement (États fédéral et fédérés par exemple), le déséquilibre est vertical. Quand le déséquilibre est mesuré entre deux niveaux équivalents d'administrations (deux États fédérés par exemple), le déséquilibre est horizontal. Le déséquilibre fiscal horizontal est aussi appelée « disparité régionale ».